# Glyphocuma bakeri
Glyphocuma bakeri är en kräftdjursart som först beskrevs av Hale 1936.  Glyphocuma bakeri ingår i släktet Glyphocuma och familjen Bodotriidae. Inga underarter finns listade i Catalogue of Life.